# 患者支援団体
患者支援団体（かんじゃしえんだんたい、Patient Advocacy Group）とは患者支援やセルフヘルプを目的とした団体である。
海外の団体が共助・公益活動を主軸にしているのに対して、日本の患者支援団体は自助あるいは共助が中心である患者会（患者団体）が多く、活動の規模にも大きく差があるが、健常な支援者を中心とした啓発組や、当事者やその家族が闘病経験から会社を起業するなど、日本でも患者支援団体のあり方に厚みが増してきた。任意団体・NPO法人・公益法人（社団・財団）・株式会社など、法人格は活動によって様々な形態をとる。

## 患者会（患者団体）
患者会は当事者が、主として自助・共助のために集まったコミュニティのことである。狭義の「患者会」は、団体として構成員をもつ当事者団体のことを指す。「患者会」の表現は患者支援の当事者には浸透しているが、一般的には耳慣れないため、マスコミや政治・政策的な場面では「患者団体」という言葉が好まれることも多い。
正確な数についての調査はないが、日本には2004年時点で全国に1400程度、現在はオンラインでの交流が中心のものなどを含め3000程度あると推測される。2005年以降、SNSが一般的に用いられるようになると、匿名性と公開の限定性から、SNSの中に多数の患者コミュニティが作られるようになり、気軽に患者会的な環境を得ることができる当事者が増加した。広義にはこういったSNSコミュニティを含め、複数の患者が所属認識がある場も患者会である。ハードルが低くなっている一方、会費や入会手続きのある伝統的な患者会は会員が減少し、存続が危ぶまれるものも増えている。

### 自助のための活動
ほとんどの患者会で、闘病体験の分かち合いや病院・医師に関する情報の交換を行っている。オンラインで公表している情報もあるが、闘病に関するデリケートな情報や病院・医師に関する質的な情報は集会の場で、個人間で交わされることが多い。

### 共助のための活動
多くの患者会がオンラインや広告などを使い、主に次の目的のために社会に向けた情報発信をしている。
- 同病の仲間に患者会があることを知らせること
- 自分たちの病気に世間の関心を集めること
- 自分たちの病気への政策による便宜を得ること

ホームページやブログによるものに加え、近年のTwitterは患者会が好んで使う発信手段になりつつある。

## 世界モデルの患者支援団体

### 世界において
単独会員数で世界最大の患者支援団体はアメリカ心臓協会（AHA/American Heart Association）であり、自団体で病院を持ち、寄付以外にも収益事業によって活動費を賄っている。設立当初より、医師との関係が深く、AHAが作成した心臓疾患におけるガイドラインの多くが世界標準として使われている。
AHAも加盟する世界最大のネットワーク型の患者支援団体はイギリスに本部を持つ国際患者団体連盟（IAPO/International Alliance of Patients' Organization）で、世界患者会議の開催が中心事業である。世界患者会議は、第1回にロンドン、第2回にブダペスト、第3回にクアラルンプールで開催されている。